# Kristin von der Goltz
Kristin von der Goltz  (* 2. Mai 1966 in Würzburg) ist eine deutsche Musikerin (Cellistin). 

## Leben
Kristin von der Goltz ist die Tochter des Geigers Conrad von der Goltz (1928–2023) und der Pianistin Kirsti Hjort (1931–1990); ihre Brüder sind der Jazzpianist Christian von der Goltz (* 1959) und der Geiger Gottfried von der Goltz (* 1964). Sie studierte bei Christoph Henkel in Freiburg. Während des anschließenden Privatstudiums bei William Pleeth in London spielte Kristin von der Goltz u. a. mit dem London Philharmonic Orchestra und der Hanover Band.
Von 1991 bis 2004 war sie Mitglied des Freiburger Barockorchesters. Sie konzertiert heute sowohl auf modernem als auch auf dem Barockcello und ist als Solocellistin international tätig. Seit 1992 ist sie die Cellistin des Trio Vivente mit Anne Katharina Schreiber, Violine, und Jutta Ernst, Klavier. Von 2000 bis 2004 hatte sie einen Lehrauftrag für Barockcello an der Folkwang Musikhochschule in Duisburg. Von 2002 bis 2009 hatte sie einen Lehrauftrag für Barockcello an der Hochschule für Musik und Theater München. An der Hochschule für Katholische Kirchenmusik und Musikpädagogik Regensburg unterrichtete sie von 2004 bis 2009 in einer Frühförderklasse auf modernem Cello. Sie ist seit 2006 Mitglied der Berliner Barock Solisten. Von 2009 bis 2011 war sie Stimmführerin der Celli im Münchener Kammerorchester. Seit 2009 hat sie eine Professur für Barockcello an der Hochschule für Musik und Darstellende Kunst Frankfurt am Main inne. Seit 2015/16 ist sie Künstlerische Leiterin des Norsk Barokkorkester in Oslo.

## Diskografie (Auswahl)
- 2004: Carl Philipp Emanuel Bach (1714–1788): Cellokonzert Wq. 171; mit dem Freiburger Barockorchester.
- 2004: Jacob Klein (1688–1748): 6 Sonaten für Violoncello und Basso continuo op. 4; mit Lee Santana, Laute und Hille Perl, Viola da Gamba.
- 2006: Joseph Dall’Abaco: (1710–1805): 11 Capricen für Violoncello.
- 2007: Antoine Dard (1715–1784): 6 Sonaten für Cello & Bc.
- 2014: Francis Caporale: (1700–1746) Sonaten für Cello & Bc. in d-moll, G-Dur, A-Dur, B-Dur.